# 南街街道 (大同市)
南街街道，是中华人民共和国山西省大同市平城区下辖的一个乡镇级行政单位。2021年3月，撤销南街街道，设立古城街道。原南街街道的福兴园、善化寺、华严寺、圆通寺4个社区居委会为古城街道的行政区域。

## 行政区划
南街街道下辖以下地区：
善化寺社区、鼓楼社区、福兴园社区、园通寺社区和华严寺社区。